# Sylwia Myszograj
Sylwia Myszograj – polska inżynierka, dr hab. nauk technicznych, profesorka uczelni i dyrektorka Instytutu Inżynierii Środowiska Wydziału Budownictwa, Architektury i Inżynierii Środowiska Uniwersytetu Zielonogórskiego.

## Życiorys
Sylwia Myszograj ukończyła w 1993 szkołę średnią w Sulechowie o specjalności technik środowiska. W latach 1993–1998 studiowała na Wydziale Budownictwa i Inżynierii Środowiska Politechniki Zielonogórskiej, które ukończył w 1998 z tytułem magistra inżyniera budownictwa. W latach 1996–1997 pracowała ponadto jako nauczyciel przedmiotów zawodowych w Technikum Ochrony Środowiska w Sulechowie.
7 września 2001 obroniła pracę doktorską Wpływ temperatury na przemiany związku azotu w procesie osadu czynnego, 18 czerwca 2018 habilitowała się na podstawie pracy zatytułowanej Produkcja biogazu z osadów nadmiernych i odpadów komunalnych dezintergowanych termicznie. Została zatrudniona na stanowisku adiunkta w Instytucie Inżynierii Środowiska na Wydziale Budownictwa, Architektury i Inżynierii Środowiska Uniwersytetu Zielonogórskiego.
Jest profesorką uczelni i dyrektorką Instytutu Inżynierii Środowiska Wydziału Budownictwa, Architektury i Inżynierii Środowiska Uniwersytetu Zielonogórskiego.